# V506 Андромеды
V506 Андромеды (лат. V506 Andromedae) — двойная затменная переменная звезда типа W Большой Медведицы (EW) в созвездии Андромеды на расстоянии приблизительно 2302 световых лет (около 706 парсеков) от Солнца. Видимая звёздная величина звезды — от +14,17m до +13,34m. Орбитальный период — около 0,3434 суток (8,2428 часов).

## Характеристики
Первый компонент — оранжевая звезда спектрального класса K. Радиус — около 1,65 солнечного, светимость — около 1,387 солнечной. Эффективная температура — около 4879 K.
Второй компонент — оранжевая звезда спектрального класса K.